# Gimnurul mic
Gimnurul mic (Hylomys suillus) este un mamifer insectivor din familia erinaceide asemănător cu șoarecele de câmp răspândit în sud-estul Asiei

## Distribuția geografică și habitatul
Este răspândit din sudul provinciei Yunnan (China), prin estul și sudul Birmaniei, ce mai mare parte a Laosului și Vietnamului, nordul Cambodgiei și cea mai mare parte a Tailandei, spre sud în Malaezia penininsulară, Tioman (Malaezia), Sumatra (în special în munți), Java și Borneo (Brunei, nordul provinciei Kalimantan, Sabah și nordul Sarawakului).
Trăiește în zonele de câmpie, cu păduri și vegetație bogată, dar mai ales în pădurile montane (până la 3400 m) umede cu subarboret dens. 

## Dimensiuni
Au o talie mică. Lungimea cap + trunchi = 10-15 cm; coada = 1-3 cm; greutatea = 45-70 g.
Longevitatea este de 5 ani.

## Descrierea
Se aseamănă cu șoarecele de câmp (Microtus arvalis) sau cu gimnurul, dar au coada scurtă.
Corpul este alungi. Picioarele sunt destul de scurte. Capul este mare. Urechile bine dezvoltate cu vârfurile rotunjite. Ochii sunt relativ mari. Botul foarte lung și ascuțit în porțiunea terminală. Formula dentară ca la gimnur.
Femelele au 2 perechi de mamele. Glandelor tegumentare anale din regiunea anală sunt slab dezvoltate și  produc secreții urât mirositoare.

## Colorația
Au o blană cu păr des și moale. Blana pe partea dorsală este de culoare cafenie sau brun-închisă, cu o tentă gălbuie sau cenușie, iar pe partea ventrală cenușie-gălbuie. La unii indivizi este evidentă o dungă neagră, medio-dorsală. 

## Comportamentul
Gimnurii mici sunt mai activ noaptea, dar și ziua. Duc mai ales o viață terestră, însă au fost observați cățărîndu-se pe tufișuri sau pe arborii de cafea. Pe sol se mișcă prin salturi mici, când nu sunt speriați; în caz de pericol însă, fug cu mare viteză. Merg pe aceleași poteci, și astfel pot fi urmăriți până la ascunzișurile lor secrete de pe sub trunchiuri sau pietre. 
Construiesc cuiburi din frunze în crapaturile stâncilor sau în gropi printre rădăcinile copacilor. Probabil sunt solitar, deși au fost înregistrate grupuri mici care pot fi femele cu pui mari. Nu intră în hibernare. 

## Hrana
Se hrănesce cu diferite nevertebrate, în special cu insecte și viermi (râme) găsite litieră, dar mânca și fructe.
În captivitate sunt ușor de întreținut cu orice fel de carne; o parte dintre ei acceptă și fructele.

## Reproducerea
Reproducerea nu este sezonieră și are loc tot timpul anului. Femelele fată 2-3 pui la o naștere. Sunt animale poligame.